# Panajachel
Panajachel è un comune del Guatemala facente parte del dipartimento di Sololá.
L'abitato venne fondato verso la metà del XVI secolo ed un documento dell'epoca chiamato Memoriale di Sololá parla di un villaggio chiamato Ahacel; documenti del secolo successivo chiamano invece l'abitato "San Francisco de Panajachel".